# Aglaophenia inconspicua
Aglaophenia inconspicua is een hydroïdpoliep uit de familie Aglaopheniidae. De poliep komt uit het geslacht Aglaophenia. Aglaophenia inconspicua werd in 1902 voor het eerst wetenschappelijk beschreven door Torrey. 